# Phylus coryli
Phylus coryli är en insektsart som först beskrevs av Carl von Linné 1758.  
Phylus coryli ingår i släktet Phylus och familjen ängsskinnbaggar. Arten är reproducerande i Sverige. Inga underarter finns listade i Catalogue of Life.